# Altes Bavaria-Gelände
Das alte Bavaria-Gelände befindet sich im Hamburger Stadtteil St. Pauli. Es liegt südlich der Reeperbahn. Auf dem Gelände wurde bis 2003 das Bier Astra gebraut. Ab dem 18. Juni 2004 wurde dort das Neubau-Quartier Hafenkrone gebaut.

## Betrieb 1863–2003
1863 verpachtete die Stadt Hamburg das Gelände an die Actien-Brauerei. 1918 kaufte die Brauerei das Gelände von der Stadt. 1922 fusionierte die Actien-Brauerei mit der Bavaria-Brauerei zur Bavaria-St.Pauli-Brauerei. 1994 wurde die Brauerei vom Getränkekonzern Brau und Brunnen aufgekauft. Im Februar 1997 entschloss sich die Führungsebene von Brau und Brunnen zur Aufgabe des Bavaria-Standorts in Hamburg. Um den Standort zu erhalten, wurde die Brauerei vom 1. Januar bis zum 22. Dezember 1998 in städtischen Besitz überführt. Danach erwarb die Holsten-Brauerei die Anlage. Es wurde direkt und offensiv mit der Plakatkampagne „Astra. Was dagegen?“ begonnen. Da die Brauerei immer mehr Platz einnahm, wurde 2002 das Brauen eingestellt und 2003 das Werk geschlossen. Im Mai 2001 kaufte eine Hamburger Investorengruppe um Wilhelm Bartels das „Bavaria-Gelände“.

## Hafenkrone

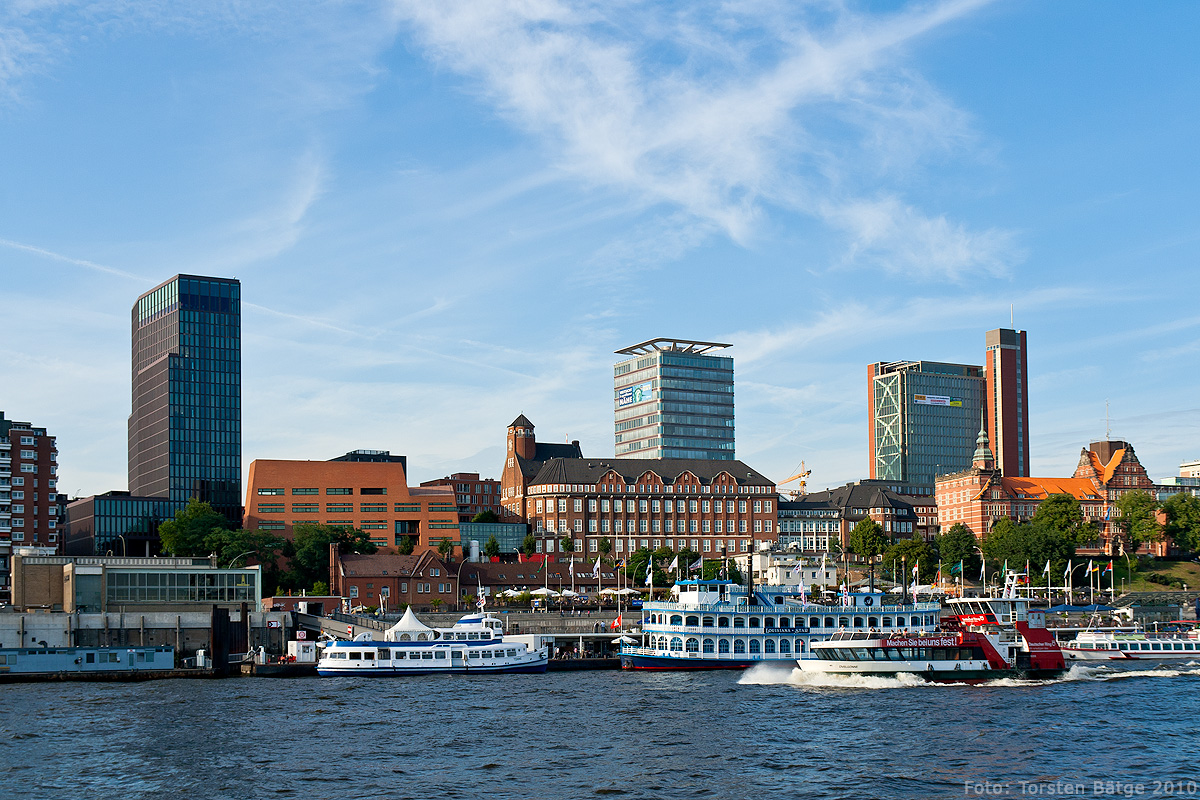
Blick von der Elbe auf die neue Hafenkrone: Das Hochhaus links im Bild ist das Empire Riverside Hotel, in der Mitte steht der Neue Astra-Turm und rechts das Atlantic-Haus. Im Klinkerbau vor dem DWI-Turm und dem rot-braunen Neubau daneben befindet sich das Bernhard-Nocht-Institut für Tropenmedizin, rechts vor dem Atlantic-Haus das Bundesamt für Seeschifffahrt und Hydrographie.

Auf dem 28.000 Quadratmeter großen Gelände, der sogenannten „Neuen Hafenkrone“, zwischen Hopfenstraße, Zirkusweg, Bernhard-Nocht-Straße und Davidstraße entstand ein neues Quartier auf sechs Baufeldern. In dem neuen Viertel wurden Wohnungen, Gewerbeflächen sowie ein Hotel errichtet.
Das Ensemble wird auch Hafenkrone genannt, weil es – von der Elbe aus betrachtet – drei hohe Gebäude aufweist, die aussehen wie eine dreizackige Krone.

### Baufeld 1
Den westlichen Teil der neuen Hafenkrone bildet das Empire Riverside Hotel. Es ist ein 90 Meter hohes Hochhaus mit 20 Stockwerken sowie 328 Zimmern, das von dem Architekten David Chipperfield entworfen wurde. Im November 2005 erfolgte die Grundsteinlegung, im April 2007 war Richtfest und am 1. November 2007 wurde das Hotel eröffnet. Die Baukosten betrugen 65 € Mio.

### Baufeld 2
Auf dem Baufeld 2 befindet sich das Holland-Haus, ein sechs bis neun Etagen hohes Gebäude. Die 4.000 m² Bürofläche und eine Dachterrasse wurden von dem niederländischen Architekturbüro Döll entworfen.

### Baufeld 3
Hier wurde das Brau-Quartier der HANSA Baugenossenschaft gebaut. In diesen Teil der neuen Hafenkrone wurden 24 Mio. € investiert, um 120 Wohnungen und eine Gesamtwohnfläche von 12.000 m² zu schaffen. Steidle + Partner aus München haben die fünf- und achtstöckigen Gebäude entworfen. Die Zwei- bis Vierzimmerwohnungen haben eine Größe von 68 bis 130 m² und werden im Genossenschaftsmodell vermietet.

### Baufeld 4
Dieses Baufeld ist in zwei Einheiten geteilt.
Das Baufeld 4a hat die HSH Nordbank gekauft und errichtet dort ein achtgeschossiges Gebäude namens Bavaria-Office. In diesem Gebäude befinden sich auf 9.000 m² Büros und auf 1.500 m² siedeln sich ein Supermarkt, zwei Bäcker und eine Apotheke an.
Auf dem Baufeld 4b entstanden 130 Wohnungen in fünf- bis siebengeschossigen Häusern. Die Gesamtwohnfläche von 11.900 m² teilt sich in Einheiten von 43 bis 115 m² und 4 Gewerbeflächen auf.

### Baufeld 5
Das Atlantic-Haus mit seinen drei achtgeschossigen Gebäuden und einem 21-geschossigen Hochhaus bildet den fünften Abschnitt. Die Quantum Immobilien AG und HSH N Real Estate investierten 100 Mio. € in dem vom Architekturbüro Herzog und Partner geplanten Komplex. Die 34.000 m² Bürofläche werden unter anderem von Werbeagenturen genutzt.

### Baufeld 6
Den Mittelpunkt der Hafenkrone bildet der von den Architekten Engel und Zimmermann (Frankfurt am Main) entworfene Neue Astra-Turm. In seinen 18 Etagen hat der Designer Tobias Grau 13.000 m² Büroflächen eingerichtet. Die DWI Grundbesitz GmbH hat in den 60 Meter hohen Turm 45 Mio. € investiert.